# East Hampton North (New York)
East Hampton North est une census-designated place du comté de Suffolk, dans l'État de New York, aux États-Unis,. En 2020, elle compte une population de 5 377 habitants.